# Association des organisations sportives paralympiques
L' Association des organisations sportives paralympiques, officiellement en anglais Association of Paralympic Sports Organisations (APSO) est une organisation à but non lucratif internationale qui regroupent les fédérations sportives internationales qui régissent les sports paralympiques au programme des jeux paralympiques.
L'APSO est indépendant du Comité international paralympique (IPC), l'organe directeur des Jeux paralympiques, et d'ailleurs, sa création a été décidée lors du congrès de 2015. Le rôle de l'APSO sera d'unir, de promouvoir et de soutenir les Fédérations Internationales régissant les sports sur les programmes des deux Jeux Paralympiques et de coordonner leurs intérêts et objectifs communs.
L'APSO est devenu membre depuis novembre 2020 de l'Association mondiale des fédérations internationales de sport.

## Fédérations membres
- Badminton World Federation (BWF) : Badminton (JP)
- Boccia International Sports Federation (BISFed) : Boccia (JP)
- Fédération Équestre Internationale (FEI) : Équitation (JP)
- International Blind Sports Federation (IBSA) : Cécifoot (JP), Goalball (JP), Judo (JP)
- International Canoe Federation (ICF) : Paracanoë (JP)
- International Table Tennis Federation : Tennis de table (JP)
- International Tennis Federation (ITF) : Tennis (JP)
- International Triathlon Union (ITU) : Paratriathlon (JP)
- International Wheelchair and Amputee Sports Federation (IWAS) : Escrime (JP)
- International Wheelchair Basketball Federation : Basket-ball fauteuil (JP)
- International Wheelchair Rugby Federation (IWRF) : Rugby-fauteuil (JP)
- Union Cycliste Internationale (UCI) : Cyclisme (JP)
- World Archery (WA) : Tir à l'arc (JP)
- World Curling Federation (WCF ) : Curling (JP)
- World ParaVolley : Volley-ball (JP)
- World Rowing (FISA) : Aviron (JP)
- World Taekwondo (WT) : Para-taekwondo (JP)